# Wendrin (Groß Lassowitz)
Wendrin, polnisch Wędrynia [vɛ̃w̃drɨɲˈa]  (1936–1945: Liebeiche) ist ein Dorf im polnischen Powiat Kluczborski der Woiwodschaft Oppeln. Es gehört zur zweisprachigen Gemeinde Gross Lassowitz.

## Geographie

### Geographische Lage
Wendrin liegt im Nordwesten der historischen Region Oberschlesien. Der Ort liegt rund sechs Kilometer östlich vom Gemeindesitz Groß Lassowitz, rund sechzehn Kilometer südöstlich von der Kreisstadt Kluczbork (Kreuzburg) und 35 Kilometer nordöstlich von der Woiwodschaftshauptstadt Oppeln.
Durch Wendrin fließt der Budkowitzer Bach (poln. Budkowiczanka), ein linker Nebenfluss des Stobers (poln. Stobrawa). Kudoba liegt an der Woiwodschaftsstraße Droga wojewódzka 94. Südlich und nördlich des Dorfes erstrecken sich weitläufige Waldgebiete.

### Nachbarorte
Nachbarorte von Wendrin sind im Norden Grunowitz (poln. Gronowice), im Osten Łowoszów (dt. Lowoschau) und im Westen Kudoba (Chudoba).

## Geschichte

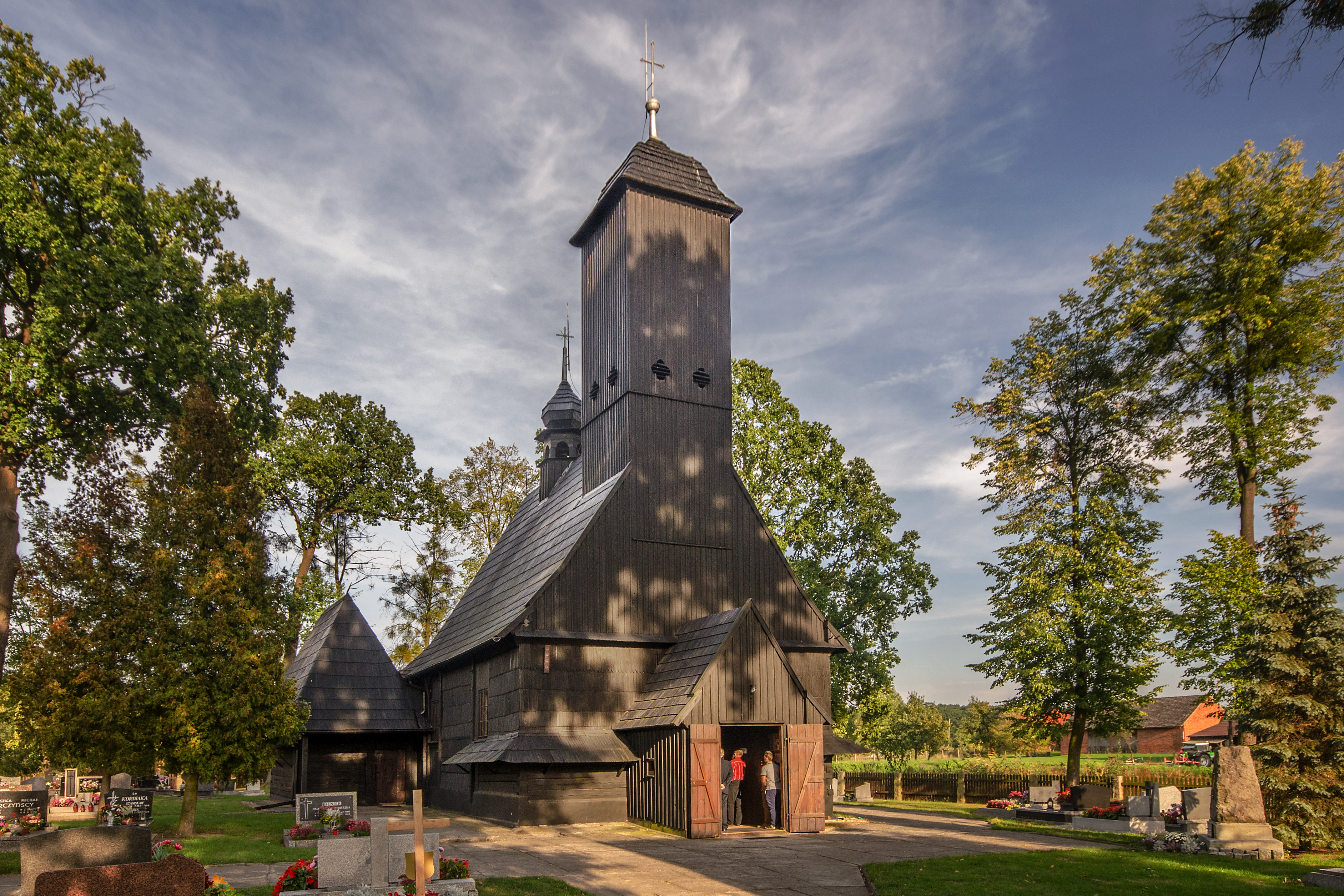
Schrotholzkirche St. Johannes

Der Ort entstand spätestens im 13. Jahrhundert und wurde 1295–1305 im Liber fundationis episcopatus Vratislaviensis (Zehntregister des Bistums Breslau) erstmals urkundlich als „Wandrina“ erwähnt. Der Name ist topographisch (wie im Fall von Vendryně), wo *vądr- ist vage verbunden mit Wasser. 1534 wird der Ort nochmals als Wendrin erwähnt. Der Name bedeutet in etwa Dorf der Wanderer.
1742 fiel Trebitschin mit dem Großteil Schlesiens an Preußen. Der Ort wurde 1783 im Buch Beyträge zur Beschreibung von Schlesien als Wendrin erwähnt, gehörte einem Herrn von Lubowsky und lag im Kreis Rosenberg und hatte 157 Einwohner, ein herrschaftliches Vorwerk, zwei Mühlen, sechs Bauern, zehn Gärtner und drei Häusler.
Nach der Neuorganisation der Provinz Schlesien gehörte die Landgemeinde Trebitschin ab 1816 zum Landkreis Rosenberg O.S. im Regierungsbezirk Oppeln. 1845 bestanden im Dorf ein Schloss, eine katholische Kirche, zwei Vorwerke, eine Brennerei, eine Bleiche, ein Kalkofen und 45 weitere Häuser. Im gleichen Jahre lebten in Wendrin 340 Menschen, davon 69 evangelisch und fünf jüdisch. 1865 bestand Wendrin aus einem Rittergut und einer Dorfgemeinde. Zum Rittergut gehörten zwei Vorwerke mit den Namen Wendrin und Altvorwerk und es hatte Brennerei, eine Ölschlägerei, eine Flachsbrechmaschine, eine Mehlmühle, eine Windmühle, eine Brettmühle mit zwei Sägen und eine Ziegelei. Das Dorf hatte zu diesem Zeitpunkt acht Bauern, neun Gärtner, vier Halbgärtner und acht Häuslerstellen, sowie eine katholische Schule. 1874 wurde der Amtsbezirk Wendrin gegründet, welcher aus den Landgemeinden Alt Kielbaschin, Neu Kielbaschin, Schöneich und Wendrin und den Gutsbezirken Alt Kielbaschin und Wendrin bestand. Erster Amtsvorsteher war der Rittergutsbesitzer Baron Reiswitz in Wendrin.
Bei der Volksabstimmung in Oberschlesien am 20. März 1921 stimmten im Ort 94 Wahlberechtigte für einen Verbleib Oberschlesiens bei Deutschland und 65 für eine Zugehörigkeit zu Polen. Auf Gut Wendrin stimmten 202 für Deutschland und 56 für Polen. Wendrin verblieb nach der Teilung Oberschlesiens beim Deutschen Reich. 1925 lebten 567 Menschen im Ort. 1933 zählte Wendrin 624 Einwohner. Am 29. Juli 1936 wurde der Ort im Zuge einer Welle von Ortsumbenennungen der NS-Zeit in Liebeiche umbenannt. Zum 1. April 1939 wurden Liebeiche zusammen mit den Dörfern Lauschen und Kirchwalde zur Gemeinde Kirchwalde zusammengelegt. Bis 1945 befand sich der Ort im Landkreis Rosenberg O.S.
1945 kam der bis dahin deutsche Ort unter polnische Verwaltung und wurde anschließend der Woiwodschaft Schlesien angeschlossen und ins polnische Wędrynia umbenannt. 1950 kam der Ort zur Woiwodschaft Oppeln. 1999 kam der Ort zur Woiwodschaft Oppeln und zum wiedergegründeten Powiat Kluczborski. Am 16. August 2010 erhielt der Ort zusätzlich den amtlichen deutschen Ortsnamen Wendrin.

## Sehenswürdigkeiten

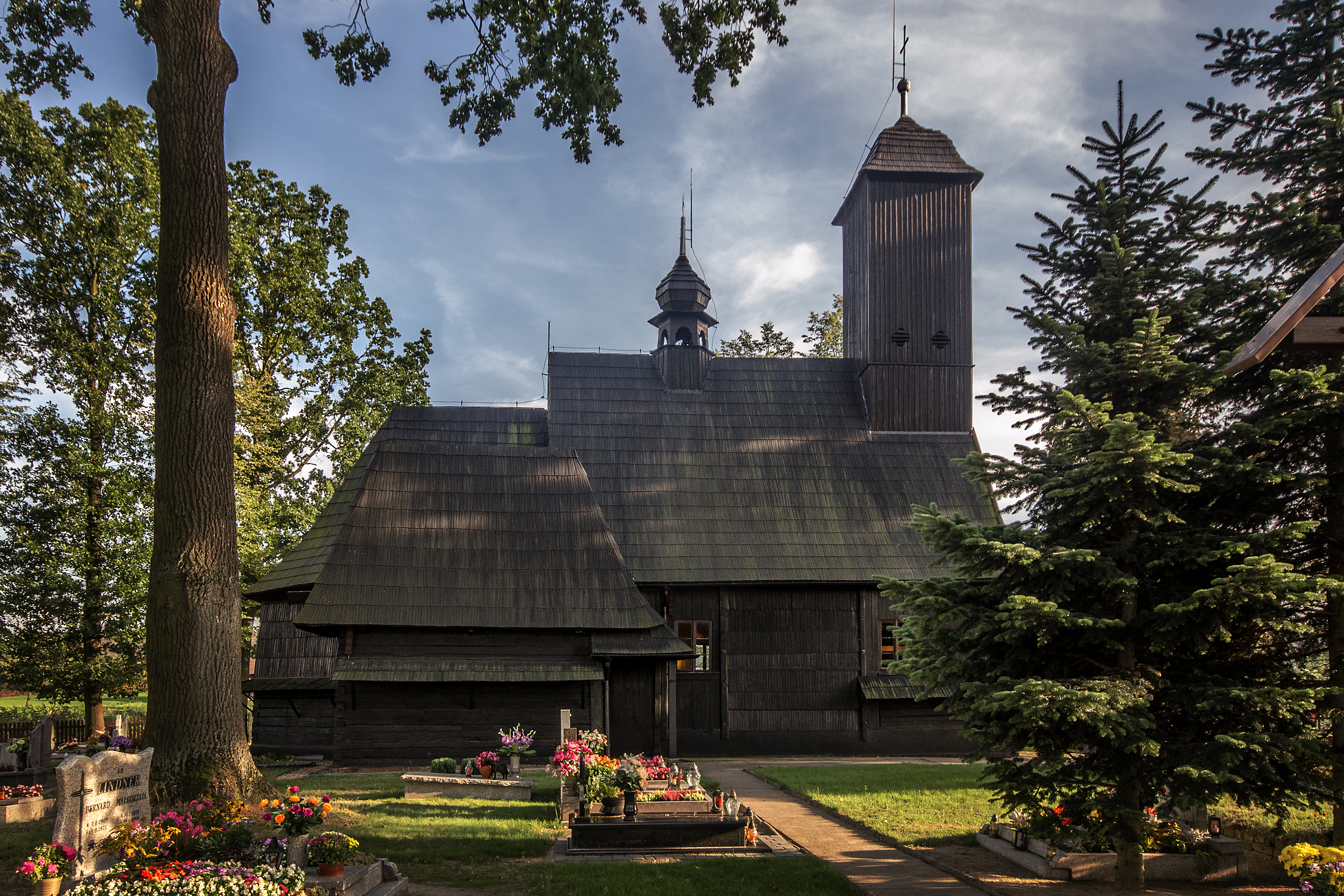
Seitenansicht der Johanneskirche

- Die römisch-katholische Filialkirche St. Johannes (poln. kościół filialny pw. św. Jana Chrzciciela) ist eine Schrotholzkirche aus dem 18. Jahrhundert. Bereits 1447 wurde eine Kirche im Ort erwähnt. Das rechteckige Langhaus mit dreiseitig geschlossenem Chor besitzt einen Turm an der Westseite. Dieser wurde 1818 angebaut. Die Innenausstattung ist im Stil des Spätbarocks gehalten, welche vorwiegend aus dem 18. Jahrhundert stammt, darunter der Hauptaltar und die Kanzel.[10] Die Kirche steht seit 1954 unter Denkmalschutz.[11]
- Das Schloss Wendrin wurde 1860 erbaut. Ende des 19. Jahrhunderts wurde es im neogotischen Stil umgebaut. Das Schloss besteht aus drei Flügeln, einem zweigeschossigen Mittelflügel, dreistöckigen Seitenflügeln und einem Satteldach. An der Westseite feindet sich der zentrale Eingang. An der Ostseite befindet sich eine zweigeschossige verglaste Veranda. Das Schloss wird derzeit nicht bewohnt und verfällt.[12] Das Schloss samt Parkanlage steht seit 2002 unter Denkmalschutz.[11]
- Das Schloss ist umgeben vom ehemaligen Schlosspark. Hier befindet sich das Familiengrab der Familie von Reiswitz.
- Wegekreuz an der Landesstraße

## Persönlichkeiten
- Georg Michalsen (1906–1993), SS-Sturmbannführer
- Valeska Gräfin Bethusy-Huc (1849–1926), deutsche Schriftstellerin